# Edward Hindle
Edward Hindle (21 mars 1886 - 22 janvier 1973) est un biologiste et entomologiste britannique qui est professeur Regius de zoologie à l'Université de Glasgow de 1935 à 1943. Il est spécialisé dans l'étude des parasites.

## Jeunesse
Edward Hindle est né à Sheffield le 21 mars 1886, fils de Sarah Elizabeth Dewar et Edward James Hindle .
Il est éduqué à la maison puis va au Bradford Technical College, aujourd'hui l'Université de Bradford, et obtient une bourse en biologie au Royal College of Science en 1903 . Il poursuit ses études au King's College de Londres  et après des recherches à la Liverpool School of Tropical Medicine, il obtient un doctorat à l'Université de Californie à Berkeley en 1910. De retour en Angleterre, il entre au Magdalene College de Cambridge, où il devient DSc en 1926.

## Première Guerre mondiale
Déjà membre de l'armée territoriale, il devient en 1914 sous-lieutenant dans le Royal Engineers. Il sert en France et en Palestine jusqu'à sa démobilisation en Égypte en 1919.
En 1922, il est élu Fellow de la Royal Society of Edinburgh avec comme proposants James Hartley Ashworth, John Stephenson (zoologue), Francis Marshall et George Leslie Purser. Il est vice-président de la Société de 1943 à 1946 .
Nommé professeur de biologie à la faculté de médecine de l'université du Caire, il retourne en 1924 faire des recherches en Angleterre à la London School of Hygiene and Tropical Medicine. De là, en 1925, il rejoint et devient chef de l'expédition montée par la Royal Society en Chine, revenant en 1928 faire des recherches au Wellcome Bureau of Scientific Research puis au National Institute for Medical Research.

## Glasgow
Hindle est professeur Regius de zoologie à l'Université de Glasgow, succédant à John Graham Kerr, et est conservateur du Hunterian Museum de 1935 à 1943. Pendant son séjour à l'Université, il encourage la recherche en génétique et en biologie des eaux douces. Parmi les scientifiques talentueux qu'il invite à travailler dans son département figure Guido Pontecorvo, qui est revenu à l'Université après avoir été interné en tant qu'étranger ennemi en 1942.
En 1938, Hindle rejoint le Corps de formation des officiers de l'Université, devenant lieutenant-colonel et son commandant. Il commande également un bataillon de la Glasgow Home Guard.
Il est élu membre de la Royal Society en 1942. En 1943, il est nommé premier directeur scientifique de la Société zoologique de Londres, un nouveau poste principalement concerné par l'organisation de toutes les branches scientifiques du travail de la Société ainsi que des problèmes scientifiques concernant les animaux du zoo de Regent's Park et du Zoo de Whipsnade .

## Retraite et réalisations
Hindle prend sa retraite du zoo de Regent's Park en 1951, lorsqu'il renonce également à son poste de secrétaire général de la British Science Association. Parmi de nombreux intérêts, il poursuit son travail pour la Royal Geographical Society, en étant secrétaire honoraire de 1951 à 1961 et vice-président honoraire en 1962.
Les principales réalisations de sa carrière sont ses travaux sur la leishmaniose, sur la fièvre jaune et sur les spirochétoses, toutes trois transmises par des arthropodes. Chaque hamster doré en Europe et ailleurs descend de deux paires trouvées en Syrie qui lui ont été données en 1931.

## Vie privée
En 1919, il épouse Irene Margaret Twist (décédée en 1933), cousine germaine de Sir John Graham Kerr. En 1936, il épouse Ellen Mary Theodora Schroeder. Ils se séparent en 1951. Il n'a pas d'enfants de l'un ou l'autre mariage.
Hindle est décédé dans un taxi à Londres le 22 janvier 1973.